# تيدي بيشوب
تيدي بيشوب (15 يوليو 1996 في المملكة المتحدة - ) (بالإنجليزية: Teddy Bishop)‏ هو لاعب كرة قدم بريطاني في مركز الوسط. لعب مع إيبسويتش تاون.

## وصلات خارجية
- تيدي بيشوب على موقع قاعدة بيانات كرة القدم.إي يو (الإنجليزية)
- تيدي بيشوب على موقع Soccerbase.com (لاعب) (الإنجليزية)
- تيدي بيشوب على موقع Soccerway.com (الإنجليزية)